# Piano Cerdà

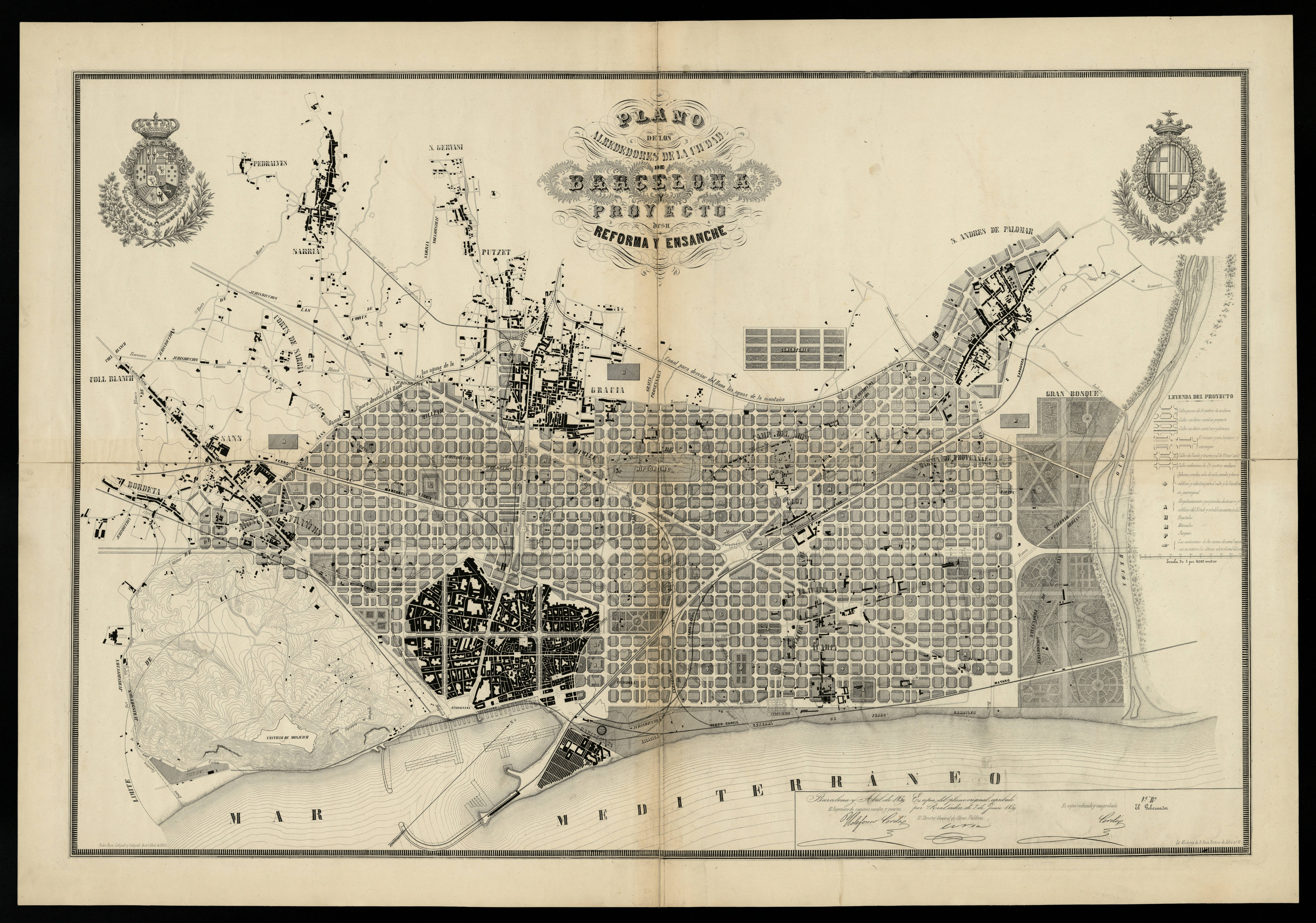
Piano originale del Plan Cerdà

Schema delle manzana (isolato)

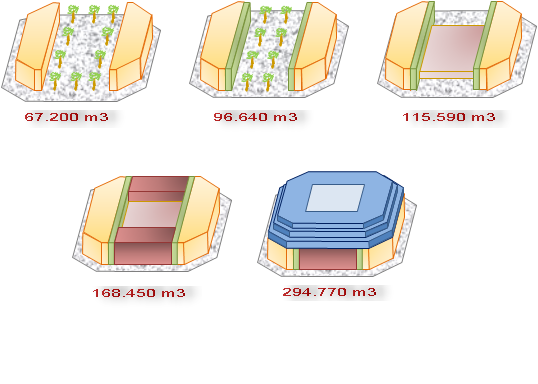
Struttura delle manzana

Il Piano Cerdà o Pla Cerdá fu il piano di riforma urbanistica ed ampliamento della città di Barcellona del 1860.
Il piano, creato dall'ingegnere Ildefons Cerdà i Sunyer, prevedeva una pianta a scacchiera a griglia aperta ed egualitaria e la sua approvazione fu seguita da forti polemiche perché fu imposto dal governo del Re di Spagna contro il piano di Antoni Rovira i Trias che aveva vinto un concorso indetto dal comune di Barcellona.
L'ampliamento previsto dal piano si dispiegava su un'immensa area libera e proponeva una griglia continua di illes (isolati) di 113,3 metri da Besòs fino a Montjuïc, con strade di 20,30 e 60 metri e con un'altezza massima di costruzione di 16 metri.
La novità nell'applicazione della pianta a scacchiera consisteva nel fatto che le illes avevano degli xamfrà, ovvero degli angoli smussati di 45° che offrivano una maggiore visibilità negli incroci.